# 黃襟弄蝶
黃襟弄蝶，又名八仙山弄蝶、丹黃斑挵蝶。分佈範圍從印度到東南亞。

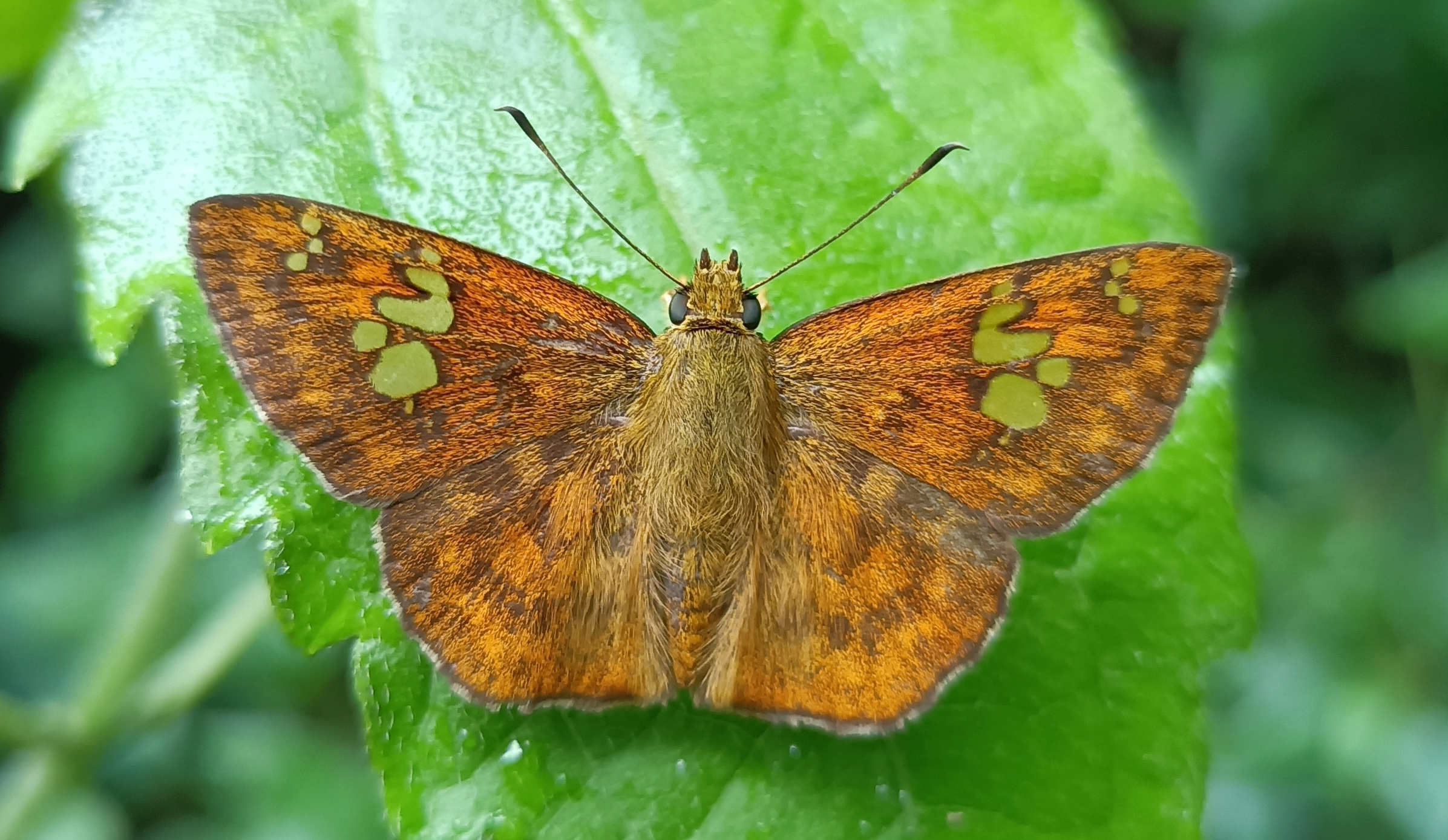
Pseudocoladenia dan （ fulvous pied flat ） 攝於 Wayanad Kerala 的照片

## 特徵描述
雄性翅上面呈赤褐色。前翅有三個近似透明的小白斑，位於近頂角處，由靠近前緣脈起算，中間那個最小且深入翅內；某些個體下側的一或兩個斑點可能消失；翅室內近末端有一個大型近透明斑點，其內側方正、外側深凹陷，與前緣脈之間有一小斑點，在第二中室基部附近有一圓形小斑點，第一中室中部有一明顯較大的圓形斑點，以及在它們下方的中室間具有一微小斑點（有時有兩個），所有這些斑點均略帶黃褐色，且不同個體大小變化頗大；有時翅室內的大凹陷斑會分裂成兩個，有時僅表現為翅室末端稍下方位置的一個小圓斑，甚至完全消失；翅上尚有一些褐色不明顯的紋路，包括中室間近中央前方的一個斑點、一列相連的盤域紋及不明顯的外緣帶。後翅具有一個位於翅室末端的褐色斑點，一個與外緣曲線相對應的盤域褐色塊狀帶，以及一條邊緣帶。前後翅的緣毛皆為褐色。翅下面與上面相似，但顏色較暗淡。前翅斑紋類似上面。後翅的褐色帶紋較明顯，翅室斑點兩側各有一褐色斑點，另有一亞基部褐色斑點。
雌性與雄性相似。

## 舊亞種分類
在 Hoe 等人於 2023 年修訂之前，本種包含以下亞種：
- P. d. dan (Fabricius, 1787) - 印度
- P. d. fatih (Kollar, [1844]) - 印度（克什米爾）、尼泊爾
- P. d. fabia (Evans, 1949) - 阿薩姆邦、不丹、錫金、緬甸、泰國、中南半島、中國南部（安徽、福建、廣東、廣西、海南、雲南）
- P. d. dhyana (Fruhstorfer, 1909) - 緬甸、泰國、馬來半島
- P. d. sumatrana  (Fruhstorfer, 1909) - 西蘇門答臘
- P. d. fulvescens （Elwes & Edwards, 1897)
- P. d. eacus (Latreille, [1824]) - 爪哇、小巽他群島、蘇拉威西
- P. d. sadakoe (Sonan & Miltono, 1936) - 臺灣

## 棲地
生活在常綠闊葉林中，一年至少繁殖兩代。停棲時雙翅平展。幼蟲以莧科牛膝屬植物為食。寄主植物包括：日本牛膝（Achyranthes japonica sadakoe）及土牛膝（Achyranthes aspera fabia）。